# Untamed Women
Untamed Women (1952) este un film științifico-fantastic regizat de W. Merle Connel după un scenariu de George Wallace Sayre; cu Mikel Conrad și Doris Merrick în rolurile principale. În 1986, filmul a fost prezentat la Festivalul de Film de la Cannes.

## Povestea
În timpul celui de-al doilea război mondial, un pilot de bombardier american este salvat de pe o plută aflată în derivă pe ocean. După ce îi este administrat serul adevărului, el spune medicului o poveste despre cum el și alți trei supraviețuitori ai accidentului de avion au ajuns pe o insulă locuită de un trib primitiv de femei frumoase care trăiau în peșteri, dinozauri și un grup de oameni sălbatici care răpeau femeile din primul trib în scopuri de reproducere.  

## Distribuție
- Mikel Conrad ca Steve Holloway
- Doris Merrick ca Sandra
- Richard Monahan ca Benny
- Mark Lowell ca Ed
- Morgan Jones ca Andy
- Midge Ware ca Myra
- Judy Brubaker ca Valdra
- Carol Brewster ca Tennus
- Autumn Russell ca Cleo (ca Autumn Rice)
- Lyle Talbot ca Col. Loring
- Montgomery Pittman ca Prof. Warren
- Miriam Kaylor ca Asistenta Edmunds